# Dark Angel (band)
De band Dark Angel is een Thrash Metalband uit Los Angeles. Hun overactieve stijl (razendsnel, loodzwaar beukend, lange nummers vol met tempowisselingen en het wereldrecord gitaarriffs op één album) bezorgde hen de bijnaam 'the L.A. Caffeine Machine' en maakte band zeer geliefd in thrashkringen.
De band bracht in eigen beheer het album ‘We Have Arrived’ uit in 1985 en het doorbraakalbum ‘Darkness Descends’ in 1986 waarop drummer Gene Hoglan debuteerde. ‘Darkness Descends’ wordt samen met Master of Puppets (Metallica), Reign in Blood (Slayer) en peace sells... But who' s buying?  (Megadeth) gerekend tot de belangrijkste metalalbums uit 1986.
Hierna trad zanger Ron Rinehart als vervanger van Don Doty tot de band toe, waarmee ‘Leave Scars’, het live-album ‘Live Scars’ en ‘Time Does Not Heal’ werden opgenomen. Per album werden de complexiteit en lengte van de nummers opgevoerd. ‘Time Does Not Heal’ zou niet minder dan 246 verschillende gitaarriffs bevatten.
Nadat de band in 1992 werd opgeheven, was er een korte reünie in 2002 met de leden Rinehart, Hoglan en Meyer. Door een blessure/verwonding van Rinehart werden de plannen echter uitgesteld.
In het voorjaar van 2014 gaven ze enkele optredens in Europa waaronder het Neurotic Deathfest te Tilburg en op Hellfest. In 2022 traden ze, na meer dan 30 jaar, opnieuw op in België op het metal Méan Festival. In 2023 gaven ze wederom een optreden in België, ditmaal op Graspop en waren ze opnieuw te bewonderen op Hellfest te Frankrijk.

## Leden

### Laatst bekende line-up
- Ron Rinehart - Zang
- Eric Meyer - Gitaar
- Jim Durkin - Gitaar
- Mike Gonzalez - Bas
- Gene Hoglan - Drums

### ex leden
- Don Doty - Zang (1981-1987)
- Jim Drabos - Zang (1987)
- Brett Eriksen - Gitaar (1988-1991)
- Cris McCarthy - Gitaar (1991-1992)
- Rob Yahn - Bas (1981-1986)
- Mike Andrade - Drums (1981-1983)
- Jack Schwartz - Drums (1983-1984)
- Lee Rausch - Drums (1984)

## Discografie
- Gonna Burn (Demo) (1983)
- Demo II (Demo) (1983)
- Live Demo (Demo) (1984)
- Merciless Death (single) (1985)
- We Have Arrived' (1985)
- Live Demo From Berkeley (Demo) (1985)
- Darkness Descends (1986)
- 3-Way Thrash (1989) (VHS Video)
- Leave Scars (1989)
- Live Scars (1990)
- Time Does Not Heal (1991)
- Decade Of Chaos (Best-Of) (1992)
- Atrocity Exhibition (Demo) (1992)